# Parameioneta spicata
Parameioneta spicata là một loài nhện trong họ Linyphiidae.
Loài này thuộc chi Parameioneta. Parameioneta spicata được George Hazelwood Locket miêu tả năm 1982.